# Bea Feitler
Beatriz Feitler (1938 - 8 de abril de 1982) fue una diseñadora brasileña y directora de arte conocida por su obra en Harper's Bazaar, Ms., Rolling Stone y la primera edición de la moderna Vanity Fair.

## Biografía
Feitler era originaria de Río de Janeiro, luego de migrar sus padres de la Segunda Guerra Mundial. Vivió mucho en EE. UU. donde se graduó por la Parson's School of Design en Nueva York. Diseñó chaquetas para la Atlantic Records.
Luego de graduarse en 1959, retornó a Brasil para estudiar pintura en Río de Janeiro. Feitler trabajó en una agencia de publicidad en la revisa progresista Senhor.
En 1960, se unió a Sergio Jaguaribe (el dibujante Jaguar) y a Glauco Rodrigues fundando Estudio G: un estudio de arte especializado en cubiertas de álbumes, pósteres y diseño de libros. Entre sus obras más importantes de este período están las portadas de libros de la Editora do Autor, editorial de los autores Fernando Sabino y Rubem Braga.
Su vida se truncó a los 44 años por un cáncer.